# Aniptodera
Aniptodera es un género de hongos de la familia Halosphaeriaceae. El género contiene nueve especies.